# Stefan Berger (homme politique allemand)
Pour les articles homonymes, voir Stefan Berger et Berger.
Stefan Berger, né le 15 septembre 1969 à Mönchengladbach, est un homme politique allemand, membre de l'Union chrétienne-démocrate d'Allemagne (CDU).